# Maria Kowalska (aktorka)
Maria Kowalska (ur. 16 września 1996 w Wadowicach) – polska aktorka.

## Życiorys
W 2020 roku ukończyła studia na wydziale aktorskim Państwowej Wyższej Szkoły Filmowej, Telewizyjnej i Teatralnej im. Leona Schillera w Łodzi.
Na ekranie zadebiutowała w serialu telewizyjnym TVN pt. Pod powierzchnią (2018–2019), w którym wcielała się w pierwszoplanową rolę Oli Kostrzewy. Odgrywała rolę Agaty Passent w serialu biograficznym Osiecka (2020) poświęconemu Agnieszce Osieckiej.
W 2023 roku wystąpiła w jednej z głównych ról, Marysi Wilczur w adaptacji filmowej Znachora dla platformy VOD Netflix. 
Od 2024 roku gra tytułową rolę Matyldy Bilińskiej w serialu kostiumowym TVP pt. Matylda.

## Filmografia
- 2018–2019: Pod powierzchnią – Ola Kostrzewa, córka Macieja
- 2019: Nic nie ginie – dziewczyna „Łysego”
- 2020: Osiecka – Agata Passent (odc. 13)
- 2023: Sexify 2 – uczestniczka panelu (odc. 8)
- 2023: Znachor – Marysia Wilczur, córka prof. Wilczura
- 2024: Matylda – Matylda Bilińska
- 2024: Skrzyżowanie – Basia, żona Tomasza Kusia